# Heinrich Voß (Domherr)
Heinrich Voß (* im 14. Jahrhundert; † im 14. Jahrhundert) war ein römisch-katholischer Geistlicher und Domherr in Münster.

## Leben
Heinrich Voß war katholischer Geistlicher und stammte aus dem Quakenbrücker Zweig der Familie Voß. Papst Clemens VII. erteilte ihm am 21. November 1378 eine Zusage auf eine Dompräbende in Hamburg. Von Urban VI. erhielt er ein Kanonikat in Osnabrück. Ende des Jahres 1387 kamen die Zusagen für die Präbenden in Bremen und Münster. Voß besaß auch das Archidiakonat Dissen. Die Quellenlage gibt über seinen weiteren Lebensweg keinen Aufschluss. 